# Ліки від кохання
Ліки від кохання (лат. Remedia Amoris) - твір римського поета Овідія, який є продовженням його Ars amatoria. Якщо в "Ars amatoria" людина отримує поради про те, як краще знайти велике кохання і що може допомогти їй зберегти його у вічності, то в "Remedia Amoris" вона знаходить допомогу тоді, коли в її любовному житті вже не все гаразд і єдиний вихід - це покласти край коханню.

## Концепція
З перших рядків "Remedia amoris" говориться, що цей твір не має на меті скасувати "Ars amatoria", але допомогти людям, які страждають від кохання, яким загрожує смерть, якщо вони не припинять любити: "Qui, nisi desierit, misero periturus amore est, [...]". (V. 21). Коли людина переборює біль, вона все ще може дотягнутися до Ars amatoria і ощасливити себе новою любов'ю.
Диспозиція підказує, що текст, про який ідеться, має бути повчальним віршем. У цьому випадку поет Овідій виступає в ролі вчителя, який за допомогою бога Аполлона наставляє свого учня Амура. Таким чином, присутня триособова констеляція, що характерно для повчальної поеми. Крім того, віршовим розміром є елегійний дистих, який знаходить своє продовження в окремих повчальних творах.

## Структура та зміст
Вірші написані, в принципі, для двох випадків розставання між двома закоханими. По-перше, Овідій дає поради щодо розриву стосунків, які ще перебувають на "ранній стадії", а по-друге, поведінкові інструкції для завершення стосунків, які вже розвинулися.
У першому випадку Овідій починає з міри, як придушити кохання в зародку. (V. 79-114). Серед іншого, з цього уривку походить прислів'я Principiis obsta ("Опирайся початкам" або "Чини опір початкам"). Якщо ж стосунки вже прогресують, Овідій радить коханцеві фізично переїдати кохану, щоб стати піддатливим до лікування (V. 115-134).
Якщо "пацієнт" перебуває на цій стадії, коли його можна вилікувати, Овідій радить подорожувати або покинути Рим, щоб створити фізичну та психологічну дистанцію з партнером (ст. 135-248). Застерігаючи від магічних засобів зцілення, він показує можливості для страждальців, які не можуть покинути Рим. Спочатку він рекомендує зцілювати себе за допомогою аутосугестивних монологів (в. 299-330).
Однак далі Овідій йде ще далі і навчає пацієнта виставляти партнера в непривабливому світлі, наприклад, "переконувати не обдарованого голосом партнера співати на публіці" (ст. 331-356) і "змушувати сміятися партнера з поганими зубами" (ст. 345 і далі). Зрештою, це призводить до поведінки, що руйнує кохання під час інтимних стосунків, для чого Овідій також дає майже сороміцькі вказівки (ст. 361-440). Він навіть радить запам'ятовувати плями на тілі партнера, коли той лежить знесилений після статевого акту (ст. 420 і далі).
У подальшому теж передбачається, що пацієнт залишається поруч зі своїм нещастям. Але він повинен принаймні взяти другого партнера (другу подругу) (в. 441-488), принаймні імітувати байдужість до старого (в. 489-522). Тепер коханці повинні мати можливість знову фізично розлучитися. Загалом структуру книги можна розглядати як осесиметричну: Найгірший стан - посередині (с. 331-548), до країв щоразу стає, так би мовити, краще.
Тепер пацієнта закликають бути товариським, тобто уникати самотності (с. 579-608). Повернувшись до своїх друзів, він, здається, на деякий час вилікувався. Таким чином, Овідій вже має справу з можливістю рецидиву (v. 609-698). Наприкінці, щоб запобігти цьому, знову з'являються медитативні вправи, включаючи символічне спалення, уникнення еротичного читання та тренінг усвідомленості щодо потенційних суперників (ст. 673-794). Найважливішого досягнуто: чоловік і дружина - вона також передбачена (вв. 49-52) - вилікувані і приносять подячну жертву "святому поетові" замість гонорару лікарю (вв. 811-814).